# Live in Memoriam
Live in Memoriam – album koncertowy zespołu Abraxas, wydany w 2000 roku nakładem wytwórni Kuźnia. Koncert został nagrany w Studiu im. Agnieszki Osieckiej 29 stycznia 2000. Koncert był poświęcony pamięci Tomasza Beksińskiego.

## Lista utworów
1. "Intro (Piotr Stelmach)" – 02:31
2. "Dorian Gray" – 05:21
3. "14 Czerwca 1999" – 02:47
4. "Anathema" – 07:36
5. "Tomasz Fray Torquemada" – 10:31
6. "Pokuszenie" – 12:32
7. "E`Lamachiwae" – 03:39
8. "Czakramy" – 09:26
9. "Medalion" – 06:13
10. "Tarot" – 06:38
11. "Spowiedź" – 04:50
12. "Moje Mantry" – 06:05

## Twórcy
- Marcin Błaszczyk – instrumenty klawiszowe
- Szymon Brzeziński – gitara
- Adam Łassa – śpiew
- Mikołaj Matyska – perkusja
- Rafał Ratajczak – gitara basowa
- Łukasz Święch – gitara akustyczna

- Kinga Bogdańska – śpiew
- Anja Orthodox – śpiew